# Robo Story
Robo Story est une série télévisée d'animation française en 52 épisodes de 13 minutes créée par Michel Pillyser et Bernard Kessler pour la société de production Bélokapi, d'après une idée des frères Bogdanoff. Elle est diffusée à partir du 23 novembre 1985 sur Canal+, puis rediffusée sur TF1 en 1987 dans Vitamine puis dans Croque-vacances et en 1989 dans l'émission Avant l'école.
La série a aussi été doublée en anglais et diffusée en Angleterre et en Australie.

## Synopsis
La fusée de Myrtille, une petite fille rousse, atterrit sur une planète inconnue. Myrtille et son chien Louffi s'y lient d'amitié avec les gentils Robos (sic). Les Robos sont régulièrement attaqués par les Retors, des robots de couleur noire commandés par Retors Blanc, qui lui-même obéit à un ordinateur mégalomane, qu'il appelle "Vénéré Vénéré".

## Fiche technique
- Réalisation : Michel Pillyser
- Scénario : Bernard Kessler, Francis Lax, Michel Pillyser, d'après une idée originale de Igor et Grichka Bogdanoff
- Dialogues : Francis Lax
- Création graphique : Bernard Kessler et Michel Pillyser
- Animation : Michel Altermatt, Jean-Luc Ballester, Katerine Delbourg, Véronique Madelenat, Vincent Monluc, Josette Zagar, Annick Assemian, Laurence Bessiere, Olivier Jean-Marie, Catherine Meziat, Sylvie Noailles, Isabelle Piet et Marielle Rabourdin
- Layout : Olivier Bonnet, Claude Allix, Christian Lignan et Serge Valbert
- Décors : Bernard Kessler, Frédéric Bremont et Pascal David
- Musique : Dominique Laurent
- Effets sonores : Digit, Jacky Kertz, Dominique Laurent et Anne-Charlotte Caillet
- Montage : Laurence Bidou
- Directeur de production : Jean-Claude Lobrot
- Producteur délégué : Nicole Pichon

## Voix
- Céline Monsarrat : Myrtille
- Roger Carel : Vénéré, Robomécanicien
- Gérard Hernandez : Vieux Robot, Roboradar
- Jacques Ferrière : Robocanique
- Francis Lax : Retorblanc

## Production
La réalisation de Robo Story a commencé au studio Bélokapi en parallèle de la série Les Mondes Engloutis, produite par France Animation dans la foulée du Plan Image initié par Jack Lang en 1983. Le défi de ces deux studios d'animation est de fabriquer des séries d'animation aux coûts de fabrication compétitifs pour promouvoir une "qualité française".
La série est réalisée pour un coût de 42 000 Francs à la minute, en comparaison aux Mondes engloutis pour 52 000 Francs à la minute avec des salaires inférieurs d'environ 50%.
La musique de la série est confiée à Dominique Laurent qui composent également le générique interprété par Marie-Pierre Lacq.